# La Planète des moules
La Planète des Moules est le cinquième album de la série Georges et Louis romanciers par Daniel Goossens. Il est prépublié pour la première fois dans le magazine Fluide glacial en 2002. L'album a été édité en 2004.

## Synopsis
Dans un futur proche, l'humanité se dirige vers le chaos. Tibor Olsen retourne dans le passé pour éviter cette catastrophe. Il rencontre Georges et Louis, deux romanciers. Louis rêve de voir l'avenir.

## Scènes
L'album est divisé en six chapitres.
- Introduction
- Le voyageur du temps
- Voyage au 30e siècle
- Le cerveau du major
- La planète des moules
- La planète des rouquins